# Campeonato Mundial de Voleibol Masculino de 1966
El VI Campeonato Mundial de Voleibol Masculino se celebró en Praga (Checoslovaquia) entre el 30 de agosto y el 11 de septiembre de 1966 bajo la organización de la Federación Internacional de Voleibol (FIVB) y la Federación Checoslovaca de Voleibol.

## Grupos
| Grupo A          | Grupo B           | Grupo C      | Grupo D   |
| ---------------- | ----------------- | ------------ | --------- |
| Yugoslavia       | Alemania Oriental | Rumanía      | Bulgaria  |
| Italia           | Estados Unidos    | Turquía      | Bélgica   |
| Checoslovaquia   | Unión Soviética   | Polonia      | Japón     |
| China            | Hungría           | Países Bajos | Brasil    |
| Alemania Federal | Cuba              | Mongolia     | Finlandia |
| Dinamarca        | Francia           |              |           |

## Primera fase

### Grupo A
| Equipo           | J | G | P | SG | SP | DS  | PTS |
| ---------------- | - | - | - | -- | -- | --- | --- |
| Checoslovaquia   | 5 | 5 | 0 | 15 | 3  | +12 | 10  |
| Yugoslavia       | 5 | 4 | 1 | 13 | 4  | +9  | 9   |
| China            | 5 | 3 | 2 | 12 | 6  | +6  | 8   |
| Italia           | 5 | 2 | 3 | 6  | 10 | -4  | 7   |
| Alemania Federal | 5 | 1 | 4 | 4  | 13 | -9  | 6   |
| Dinamarca        | 5 | 0 | 5 | 1  | 15 | -14 | 5   |

### Grupo B
| Equipo            | J | G | P | SG | SP | DS  | PTS |
| ----------------- | - | - | - | -- | -- | --- | --- |
| Unión Soviética   | 5 | 4 | 1 | 14 | 4  | +10 | 9   |
| Alemania Oriental | 5 | 4 | 1 | 12 | 4  | +8  | 9   |
| Hungría           | 5 | 4 | 1 | 13 | 8  | +5  | 9   |
| Estados Unidos    | 5 | 2 | 3 | 8  | 11 | -3  | 7   |
| Cuba              | 5 | 1 | 4 | 5  | 13 | -8  | 6   |
| Francia           | 5 | 0 | 5 | 3  | 15 | -12 | 5   |

### Grupo C
| Equipo       | J | G | P | SG | SP | DS  | PTS |
| ------------ | - | - | - | -- | -- | --- | --- |
| Polonia      | 4 | 4 | 0 | 12 | 2  | +10 | 8   |
| Rumanía      | 4 | 3 | 1 | 11 | 4  | +7  | 7   |
| Países Bajos | 4 | 2 | 2 | 7  | 6  | +1  | 6   |
| Turquía      | 4 | 1 | 3 | 3  | 10 | -7  | 5   |
| Mongolia     | 4 | 0 | 4 | 1  | 12 | -11 | 4   |

### Grupo D
| Equipo    | J | G | P | SG | SP | DS  | PTS |
| --------- | - | - | - | -- | -- | --- | --- |
| Japón     | 4 | 4 | 0 | 12 | 2  | +10 | 8   |
| Bulgaria  | 4 | 3 | 1 | 11 | 5  | +6  | 7   |
| Brasil    | 4 | 2 | 2 | 7  | 6  | +1  | 6   |
| Bélgica   | 4 | 1 | 3 | 4  | 10 | -6  | 5   |
| Finlandia | 4 | 0 | 4 | 1  | 12 | -11 | 4   |

## Fase final
| Equipo            | J | G | P | SG | SP | DS  | PTS |
| ----------------- | - | - | - | -- | -- | --- | --- |
| Checoslovaquia    | 7 | 6 | 1 | 20 | 9  | +11 | 13  |
| Rumanía           | 7 | 5 | 2 | 18 | 12 | +6  | 12  |
| Unión Soviética   | 7 | 4 | 3 | 18 | 11 | +7  | 11  |
| Alemania Oriental | 7 | 4 | 3 | 14 | 12 | +2  | 11  |
| Japón             | 7 | 4 | 3 | 17 | 17 | 0   | 11  |
| Polonia           | 7 | 3 | 4 | 13 | 17 | -4  | 10  |
| Bulgaria          | 7 | 2 | 5 | 10 | 17 | -7  | 9   |
| Yugoslavia        | 7 | 0 | 7 | 6  | 21 | -15 | 7   |

## Medallero
|                |         |                 |
| Checoslovaquia | Rumanía | Unión Soviética |

## Clasificación general
| 1. Checoslovaquia    |
| 2. Rumanía           |
| 3. Unión Soviética   |
| 4. Alemania Oriental |
| 5. Japón             |
| 6. Polonia           |
| 7. Bulgaria          |
| 8. Yugoslavia        |
| 9. China             |
| 10. Hungría          |
| 11. Estados Unidos   |
| 12. Países Bajos     |
| 13. Brasil           |
| 14. Bélgica          |
| 15. Turquía          |
| 16. Italia           |
| 17. Cuba             |
| 18. Francia          |
| 19. Finlandia        |
| 20. Alemania Federal |
| 21. Mongolia         |
| 22. Dinamarca        |

| Predecesor: Unión Soviética 1962 | VI Campeonato Mundial de Voleibol Masculino 1966 | Sucesor: Bulgaria 1970 |

- Datos: Q1066064